# هانس ماتسون
هانس ماتسون (بالإنجليزية: Hans Mattson)‏ هو سياسي أمريكي، ولد في 23 ديسمبر 1832، وتوفي في 5 مارس 1893.